# كاتبالوجان
كاتبالوجان (بالإنجليزية: City of Catbalogan )‏ هي مدينة في الفلبين، تتبع سامار، هي عاصمة سامار، بلغ عدد سكانها 103٬879  نسمة، في 2015، تبلغ مساحتها 274٫22 كيلومتر مربع، رمزها البريدي هو 6700.

## الموقع
تشترك في الحدود مع:
- Tarangnan [الإنجليزية]‏.

## المناخ
يظهر الجدول التالي التغييرات المناخية على مدار السنة لكاتبالوجان:
| البيانات المناخية لـكاتبالوجان    | البيانات المناخية لـكاتبالوجان | البيانات المناخية لـكاتبالوجان | البيانات المناخية لـكاتبالوجان | البيانات المناخية لـكاتبالوجان | البيانات المناخية لـكاتبالوجان | البيانات المناخية لـكاتبالوجان | البيانات المناخية لـكاتبالوجان | البيانات المناخية لـكاتبالوجان | البيانات المناخية لـكاتبالوجان | البيانات المناخية لـكاتبالوجان | البيانات المناخية لـكاتبالوجان | البيانات المناخية لـكاتبالوجان | البيانات المناخية لـكاتبالوجان |
| الشهر                             | يناير                          | فبراير                         | مارس                           | أبريل                          | مايو                           | يونيو                          | يوليو                          | أغسطس                          | سبتمبر                         | أكتوبر                         | نوفمبر                         | ديسمبر                         | المعدل السنوي                  |
| --------------------------------- | ------------------------------ | ------------------------------ | ------------------------------ | ------------------------------ | ------------------------------ | ------------------------------ | ------------------------------ | ------------------------------ | ------------------------------ | ------------------------------ | ------------------------------ | ------------------------------ | ------------------------------ |
| الدرجة القصوى °م (°ف)             | 35.4 (95.7)                    | 36.0 (96.8)                    | 37.0 (98.6)                    | 37.5 (99.5)                    | 37.9 (100.2)                   | 38.0 (100.4)                   | 36.6 (97.9)                    | 36.0 (96.8)                    | 36.4 (97.5)                    | 35.8 (96.4)                    | 35.5 (95.9)                    | 34.8 (94.6)                    | 38.0 (100.4)                   |
| متوسط درجة الحرارة الكبرى °م (°ف) | 30.7 (87.3)                    | 31.5 (88.7)                    | 32.5 (90.5)                    | 33.6 (92.5)                    | 33.9 (93.0)                    | 33.4 (92.1)                    | 32.7 (90.9)                    | 32.9 (91.2)                    | 32.7 (90.9)                    | 32.3 (90.1)                    | 31.6 (88.9)                    | 31.0 (87.8)                    | 32.4 (90.3)                    |
| المتوسط اليومي °م (°ف)            | 26.4 (79.5)                    | 26.8 (80.2)                    | 27.6 (81.7)                    | 28.7 (83.7)                    | 29.2 (84.6)                    | 29.0 (84.2)                    | 28.6 (83.5)                    | 28.9 (84.0)                    | 28.6 (83.5)                    | 28.1 (82.6)                    | 27.5 (81.5)                    | 26.8 (80.2)                    | 28.0 (82.4)                    |
| متوسط درجة الحرارة الصغرى °م (°ف) | 22.1 (71.8)                    | 22.2 (72.0)                    | 22.8 (73.0)                    | 23.7 (74.7)                    | 24.6 (76.3)                    | 24.6 (76.3)                    | 24.4 (75.9)                    | 24.9 (76.8)                    | 24.4 (75.9)                    | 23.9 (75.0)                    | 23.4 (74.1)                    | 22.7 (72.9)                    | 23.6 (74.5)                    |
| أدنى درجة حرارة °م (°ف)           | 16.1 (61.0)                    | 17.0 (62.6)                    | 18.1 (64.6)                    | 17.9 (64.2)                    | 20.8 (69.4)                    | 20.0 (68.0)                    | 21.0 (69.8)                    | 20.0 (68.0)                    | 21.1 (70.0)                    | 20.6 (69.1)                    | 18.9 (66.0)                    | 18.0 (64.4)                    | 16.1 (61.0)                    |
| معدل هطول الأمطار مم (إنش)        | 240.4 (9.46)                   | 197.4 (7.77)                   | 162.7 (6.41)                   | 118.0 (4.65)                   | 167.8 (6.61)                   | 220.3 (8.67)                   | 274.2 (10.80)                  | 198.3 (7.81)                   | 270.5 (10.65)                  | 305.7 (12.04)                  | 334.9 (13.19)                  | 322.7 (12.70)                  | 2٬813٫1 (110.75)               |
| متوسط الأيام الممطرة (≥ 0.1 mm)   | 20                             | 15                             | 16                             | 13                             | 15                             | 19                             | 19                             | 15                             | 18                             | 21                             | 22                             | 22                             | 215                            |
| متوسط الرطوبة النسبية (%)         | 84                             | 81                             | 79                             | 77                             | 78                             | 79                             | 81                             | 79                             | 81                             | 84                             | 85                             | 85                             | 81                             |
| المصدر: PAGASA                    |                                |                                |                                |                                |                                |                                |                                |                                |                                |                                |                                |                                |                                |